# 衛姬
衛姬，或稱中山衛姬（？－？），中國西漢時期皇族女性，出身中山盧奴，父衛子豪，姑母是漢宣帝衛婕妤，姊姊衛氏是漢元帝婕妤。為中山孝王劉興妾、漢平帝生母。

## 生平
漢成帝年間，漢成帝見弟弟中山王劉興無子，认为卫氏吉祥，於是將衛尉衛子豪的幼女衛氏許配給劉興。元延四年（前9年），衛氏生子劉衎（日後的漢平帝）。
劉衎二歲時，中山王劉興亡故，諡號中山孝王，子劉衎襲爵為中山王。元壽二年（前1年），縱情聲色的漢哀帝無子駕崩，太皇太后王政君與新都侯王莽商議後，決定立中山王劉衎為帝，於是劉衎登基為漢平帝。
王莽有鑑於前代傅太后、丁太后兩家外戚專權故事，因此以漢平帝是繼承漢成帝之統、需以漢成帝為父作為理由，不准漢平帝生母衛姬及其家族進入京師。為安撫衛姬及其家族，王莽以宗室桃鄉侯之子劉成都繼任中山王，又遣使少傅左將軍甄豐，賜衛姬璽綬，冊封為中山王太后，領苦陘縣為湯沐邑。同時衛姬的兄弟衛寶、衛玄皆封為關內侯；漢平帝的三個妹妹：劉謁臣封修義君，劉皮封承禮君，劉鬲子封尊德君，食邑各二千戶。
王莽長子王宇，擔心王莽如此隔絕衛氏一族，日後恐引來禍患，於是藉由衛寶和衛姬通信，敎衛姬上書謝恩，並痛陳當年傅、丁二氏之禍害。即使如此，衛姬仍留中山國，不得入京。衛姬請求入京不允之事，扶風功曹申屠剛表示反對，說漢平帝年幼，應將衛姬迎入宮內照拂。此番建言引此王莽不悅，申屠剛因此革職。
衛姬日夜思念漢平帝，痛哭流涕，王宇敎衛姬再度上書。王宇同情衛姬之事被王莽發覺後，王宇被殺，衛氏一族盡誅。衛寶之女為新任中山王劉成都的王后，也受到牽連被廢去后位，流放合浦。
王莽篡漢建新後，將衛姬廢去中山王太后的位置。衛姬不久逝世，葬於中山孝王之旁。

## 延伸阅读
[在维基数据编辑]
 《漢書·卷097上》，出自班固《漢書》
 《漢書/卷097下》，出自班固《漢書》
 《資治通鑑/卷035》，出自司馬光《資治通鑑》